# Valvaithankoshtam
Valvaithankoshtam è una suddivisione dell'India, classificata come town panchayat, di 16.698 abitanti, situata nel distretto di Kanyakumari, nello stato federato del Tamil Nadu. In base al numero di abitanti la città rientra nella classe IV (da 10.000 a 19.999 persone).

## Geografia fisica
La città è situata a 08° 16' 41 N e 77° 15' 44 E.

## Società

### Evoluzione demografica
Al censimento del 2001 la popolazione di Valvaithankoshtam assommava a 16.698 persone, delle quali 8.298 maschi e 8.400 femmine. I bambini di età inferiore o uguale ai sei anni assommavano a 1.761, dei quali 898 maschi e 863 femmine. Infine, coloro che erano in grado di saper almeno leggere e scrivere erano 13.241, dei quali 6.690 maschi e 6.551 femmine.